# Amyntas (con trai của Andromenes)
Amyntas (tiếng Hy Lạp: Ἀμύντας; mất năm 330 TCN) là một vị tướng người Macedonia trong quân đội của Alexandros Đại đế, ông là con trai của Andromenes đến từ Tymphaia. Sau trận Granicus vào năm 334 TCN, khi đội quân đồn trú của Sardis tự nguyện đầu hàng Alexandros, Amyntas là vị tướng được cử tới để tiếp nhận nó từ vị chỉ huy tên là Mithrenes. Hai năm sau vào năm 332 TCN, ông được nhắc tới một lần nữa khi được phái quay về Macedonia để tuyển mộ binh sĩ vào lúc Alexandros tiến quân tới Ai Cập sau cuộc vây hãm Gaza; và ông đã hội quân với nhà vua vào năm sau khi ông ta đã chiếm được Susa.
Sau khi Philotas bị xử tử vì tội mưu phản vào năm 330 TCN, Amyntas cùng với hai người con trai khác của Andromenes (Attalos và Simmias) đã bị bắt giam vì bị nghi ngờ là tham gia vào âm mưu trên. Sự nghi ngờ còn trở nên vững chắc hơn do sự thân thiết của họ với Philotas và còn vì người anh trai của họ là Polemon đã bỏ trốn khỏi doanh trại khi Philotas bị bắt, hoặc theo Curtius, là khi ông ta khai báo do bị tra tấn. Amyntas đã khéo léo bào chữa cho bản thân mình và các em của ông, và sự vô tội của họ đã được chứng minh sau khi Polemon xuất hiện trở lại, họ đã được tha bổng sau đó. Một thời gian ngắn sau, Amyntas đã tử trận do trúng tên trong lúc đang vây hãm một ngôi làng. Người ta nghi ngờ rằng liệu người con trai của Andromenes có phải là Amyntas được Curtius nhắc đến như là chỉ huy của một bộ phận binh sĩ Macedonia tại trận Issus vào năm 333 TCN hoặc một lần nữa được nhắc đến như là chỉ huy của một lữ đoàn trong trận đèo Cilicia vào năm 331 TCN hay không.Tên Amyntas vốn là một tên gọi phổ biến của người Macedonia.